# Paralophonotus auroguttata
Paralophonotus auroguttata is een vlinder uit de familie van de Houtboorders (Cossidae). Deze soort is voor het eerst wetenschappelijk beschreven als Zeuzera auroguttata door Herrich-Schäffer in een publicatie uit 1854.
De soort komt voor in tropisch Afrika waaronder Guinee-Bissau, Sierra Leone, Ghana, Kameroen, Congo-Kinshasa, Oeganda, Angola en Zambia.